# Carlskrona (Schiff, 1980)
Die Carlskrona (P 04) ist ein Hochsee-Patrouillenboot der schwedischen Marine, das seit 1982 in Dienst steht. Das ursprünglich als Minenleger und Schulschiff mit der Kennung M 04 in Dienst gestellte Schiff ist das längste Seefahrzeug im Bestand der Schwedischen Marine und löste in diesen Funktionen die noch aus der Zeit des Zweiten Weltkriegs stammende Älvsnabben ab.
In den Jahren 2009 bis 2010 wurde sie zum Patrouillenfahrzeug umgebaut und die Kennung wechselte von M 04 zu P 04. Während der schwedischen Beteiligung 2010 an der Operation Atalanta im Golf von Aden war die Carlskrona das schwedische Führungsschiff.